# Lauren Sánchez
Lauren Wendy Sánchez (Albuquerque, Nou Mèxic, 19 de desembre de 1969) és una personalitat mediàtica, periodista i filantropa estatunidenca. És pilot amb llicència i fundadora de Black Ops Aviation. Va guanyar fama com a periodista d'entreteniment i presentadora de notícies. Ha estat presentadora convidada a The View, copresentadora a Good Day LA de KTTV Fox 11 i presentadora a Fox 11 a Ten O'clock News, i alhora presentadora i corresponsal especial a Extra. Sánchez també ha col·laborat habitualment en programes com el Larry King Live, The Joy Behar Show i Showbiz Tonight. D'ençà del 2021, és la parella del magnat estatunidenc Jeff Bezos i és vicepresidenta del Bezos Earth Fund.